# Anales (Ennio)

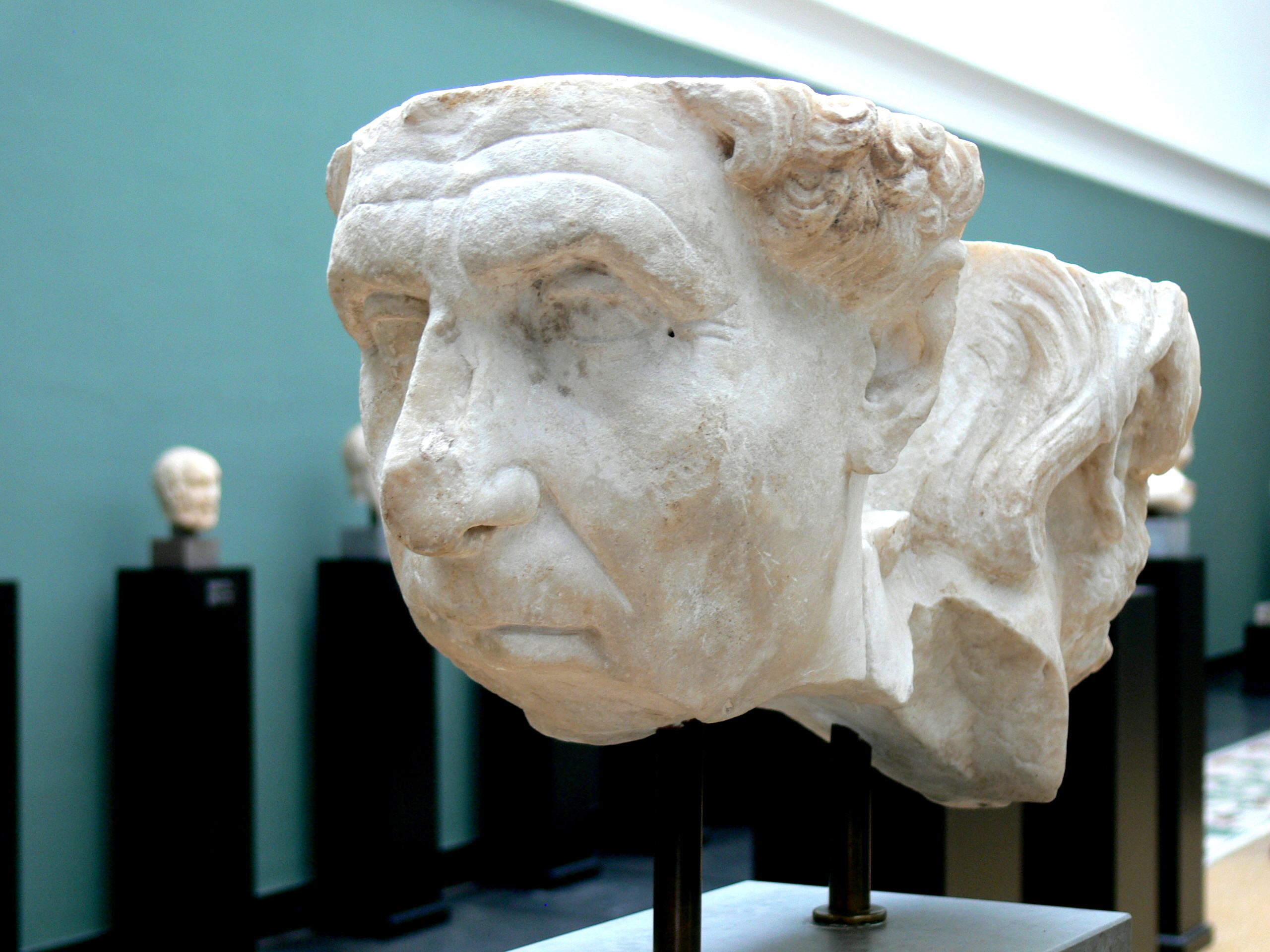
Busto del poeta romano Ennio del en la Ny Carlsberg Glyptotek).

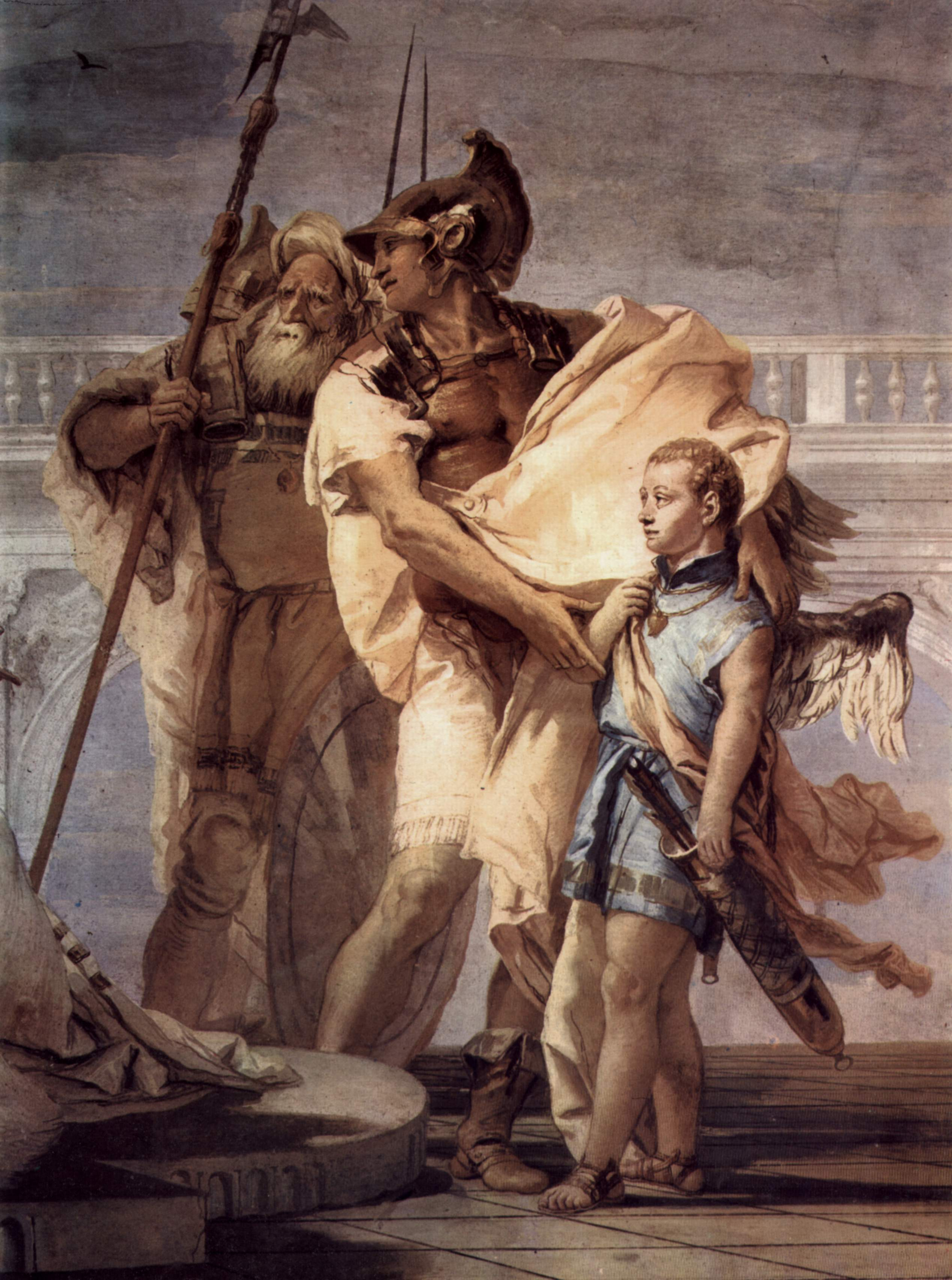
Eneas con su padre y su hijo. Cuadro de Tiépolo.

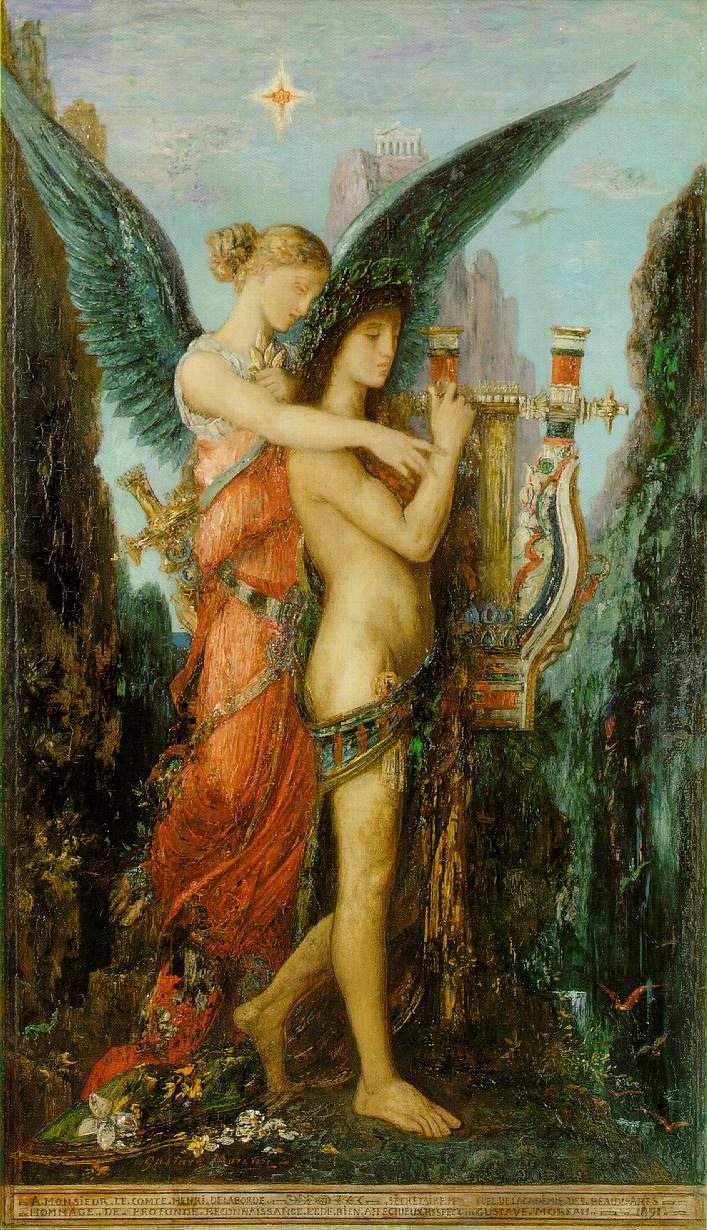
Hesíodo y la Musa, cuadro de Gustave Moreau.

Anales (en latín, Annales) es el nombre de un poema épico latino escrito por el poeta y dramaturgo romano Quinto Ennio en el siglo II a. C. Si bien hoy solo sobreviven fragmentos de la obra, su influencia sobre la literatura latina fue significativa. 
Aunque está escrito en latín, estilísticamente se inspira en la tradición poética griega, particularmente en las obras de Homero, escrito en la métrica que utilizaba, el hexámetro dactílico. El poema era significativamente más grande que otros de su época, comprendiendo 18 libros.
El tema del poema es la historia temprana de la Antigua Roma. Se cree que se basa principalmente en registros griegos y en la obra de Quinto Fabio Pictor. Inicialmente fue visto como una importante obra cultural, cayendo en desuso en algún momento del siglo IV. Ningún manuscrito sobrevivió en la Edad Media. Cuando revivió el interés por la obra durante el Renacimiento, el poema fue reconstruido en gran parte a partir de citas contenidas en otras obras. El posterior estudio académico de los Anales ha confirmado su importancia para la época que se escribió, siendo considerado como la epopeya nacional romana hasta que fue eclipsado por la Eneida de Virgilio.

## Contenido
Los Anales de Ennio fue el primer poema épico con este nombre y el primero que cubrió la historia primitiva de Roma. Fragmentos de los Anales y registros de los eruditos de la antigüedad, sugieren que Ennio abrió su epopeya con un recuerdo de un sueño. En este ensueño, el poeta afirma que Homero se le apareció y le informó que, gracias a la transmigración de las almas, su espíritu había vuelto a nacer en Ennio.
El poema, que la mayoría piensa que originalmente narraba en orden cronológico, probablemente estaba dividido en tríadas con una 'estructura simétrica y concéntrica'. Ennio es capaz de relatar campañas militares con autobiografía, y mezclar erudición literaria y gramatical con especulación filosófica.
En los primeros siete libros, Ennio escribió sobre episodios pasados históricos y míticos, mientras que en los siguientes ocho (y, finalmente, once), escribió sobre sucesos contemporáneos. Aunque la mayor parte del poema se ha perdido, parece que existe una organización "tradicional" del libro. Sitúa alrededor del 1100 la fundación de Roma y Rómulo es presentado como nieto de Eneas a través de Ilia. Comienza con la ritual invocación a las musas: 
Musae quae pedibus magnum pulsatis Olympum.
(Musas que golpeáis con los pies el gran Olimpo.)
Los libros 1–3 cubren desde el final de la guerra de Troya en 1184 a. C., época de Eneas, hasta el reinado del último rey de Roma, Tarquinio el Soberbio c. 535–509 a. C. Los libros 4–6 giran en torno a la antigua República romana hasta las Guerras Pírricas en 281–271 a. C. Los libros 7–9 tratan brevemente de la primera guerra púnica (264–241 a. C., apenas mencionada porque ya la había escrito Nevio) antes de cubrir la segunda guerra púnica (218–201 a. C.) con cierto detalle. Los libros 10–12 se centran en la segunda guerra macedónica. El final de estos tres libros no está claro; Ennio podría haber concluido con un epílogo, o haber detallado la campaña de Roma contra Antíoco III el Grande, c. 192 a. C. Los libros 13-15 detallan la Guerra romano-seléucida (192–188 a. C.) hasta los acontecimientos de la Guerra etolia (191–189 a. C.). Para Werner Suerbaum y Werner Eck, es probable que Ennio decidiera terminar la parte original de su obra con la Guerra etolia debido al papel desempeñado en el conflicto por uno de sus mecenas, Marco Fulvio Nobilior.
Tiempo después de que Ennio publicara su poema, lo amplió con tres libros adicionales, que se ocupan de las campañas de Istria (177 a. C.) y las Guerras macedónicas (214–148 a. C.). La versión final de los Anales, contendría entonces 18 libros. Para Plinio el Viejo en su Historia Naturalis, fue por cuenta de Lucio Cecilio Metelo Denter y su hermano, dos romanos que admiraban el poeta, por los que Ennio escribió el libro decimosexto.

## Estilo
Mientras que los contemporáneos de Ennio, como Livio Andrónico y Cneo Nevio escribieron en versos saturnios, Ennio evitó este estilo. En su lugar, escribió los Annalws en hexámetro dactílico, a imitación de las obras de Homero. Para Alison Keith, al hacer esto, Ennio reconoció la importancia de la cultura griega en su Roma contemporánea. Por esta decisión, el hexámetro dactílico se convirtió en la métrica estándar de la posterior poesía épica latina.
Además de lo que Alison Sharrock y Rihannon Ashley llaman la 'romanización de la sofisticación poética griega', Suerbaum y Eck señalan que al tomar prestado el estilo del verso de Homero, la obra también 'homerizó' la tradición historiográfica romana. Suerbaum y Eck citan la aparición de deidades, discursos, aristías, símiles, écfrasis y la subdivisión de eventos en días como elementos decididamente homéricos que Ennio inyectó en la historiografía romana. Con todo, Suerbaum y Eck argumentan que los Annales también se distinguen de las obras de Homero por los llamados rasgos modernos que incluyen su enfoque y referencia a aspectos fácticos (con los estudiosos mencionados citando el énfasis en las batallas navales y de caballería ), así como el uso de elementos autobiográficos, metaliterarios y panegíricos'.
El alcance y el tamaño del poema de Ennio en el momento de su escritura no tenía precedentes. Tanto las obras  de Livio Andrónico, Odusia como Bellum Punicum de Nevio eran sustancialmente más cortas. Sander M. Goldberg y Gesine Manuwald postulan que Ennio pudo haber comenzado a escribir un poema histórico más pequeño que fue creciendo hasta que finalmente alcanzó más de una docena de libros. Están también de acuerdo en que una obra de este tipo en expansión alinearía mejor a Ennio con sus predecesores, haciendo que su logro sea más comprensible pero no menos notable.
Muchos estudiosos piensan que el poema de Ennio funciona como mediador entre Homero y Virgilio. Los Annales transmiten el estilo de Homero a una tradición latina, que eventualmente sería utilizada por Virgilio cuando llegara el momento de escribir su propio poema épico, la Eneida. Una gran parte de lo que se conserva de los Annales proviene de los comentaristas virgilianos, que citaban la obra de Ennio para compararlo o contrastarlo con los pasajes de la Eneida. Jackie Elliott, sin embargo, señala que muchos de los fragmentos existentes que no se derivaban de las citas de los comentaristas no muestran el mismo estilo 'épico' de Homer o Virgilio. Argumenta que en la medida en que los Annales parecen hoy al lector moderno como cruciales para la tradición épica, son en realidad creación de Virgilio y de las fuentes que giran alrededor de él. La comprensión de los Annales como decididamente 'épicos' se basa en gran medida a posteriori por los estudios sobre la Eneida.
Durante siglos, se creyó que Ennio se centraba en episodios de la historia de Roma romana que atraían a sus mecenas. Sin embargo, Goldberg y Manuwald señalan que este punto de vista se ha cuestionado en los últimos años y se ha convertido en una puntualización más matizada que se reconoce en la misma historia y la subordinación de los intereses personales a valores comunitarios más amplios.

## Legado

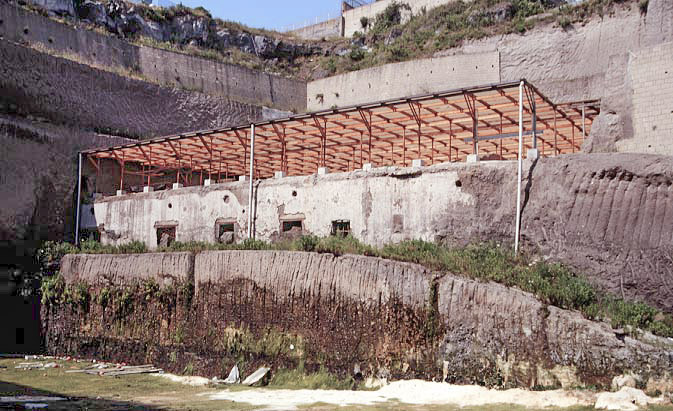
Fragmentos de los Annales se encontraron en la Villa de los Papiros en Herculano (2000).

Casi toda la obra se ha perdido, y en la actualidad solo quedan unas 620 líneas completas o parciales, en gran parte conservadas en citas de otros autores, principalmente Cicerón, Festo, Nonio o Macrobio.. Fragmentos en papiro del poema también se han encontrado en la Villa de los Papiros en las ruinas de Herculano.
Según Goldberg y Manuwald, casi una cuarta parte de los fragmentos existentes de los Annales provienen del primer libro de la obra. Señalan que debido a que esta sección del poema era citado y ampliamente comentado en la antigüedad, la reconstrucción de su contenido y el orden de este libro es menos difícil de comprender que con los otros libros de la obra. Como consecuencia, dada la relativa escasez de fragmentos de otros libros, especialmente del libro 15, el poder reinterpretarlo, con las inconsistencias y silencios existentes, no es tarea fácil.
La primera recolección de los fragmentos de los Annales se publicó a finales del siglo XVI. En el siglo XIX, el filólogo alemán Johannes Vahlen llegó a ser una figura clave en su estudio. Goldschmidt, sin embargo, sostiene que el libro del clásico británico Otto Skutsch, The Annales of Ennius (1985) es el 'estándar' para cualquier persona interesada en examinar los fragmentos del poema. Una edición posterior supervisada por Enrico Flores trató de reconsiderar tanto la erudición textual de las fuentes como la colocación contextual de los fragmentos'. En 1935, E. H. Warmington preparó una versión de los Annales para la Biblioteca Clásica Loeb. Esta versión sería reemplazada posteriormente por la versión de Sander M. Goldberg y Gesine Manuwald en 2018.
En español, es de destacar la introducción, traducción y notas de Juan Martos en el libro Ennio: Fragmentos de 2008 de la Editorial Gredos.